# Creepshow 3
Creepshow 3 è un film del 2006 diretto da Ana Clavell e James Dudelson. Anche questo film presenta storie diverse che si intrecciano l'un l'altra in un punto. Il cane ricercato ha la trama simile ad un episodio di Creepshow 2. Il film è un sequel non ufficiale di Creepshow e il secondo, considerato un direct-to-video distribuito in Italia inizialmente da One Movie e successivamente da Minerva Pictures e negli Stati Uniti dalla Shout! Studios.

## Trama

### Alice
Il padre di Alice compra un telecomando universale e appena tocca un tasto, tutto cambia. Alice vede una famiglia di neri che la salutano dicendo di essere la loro figlia. Il padre (nero) tocca un tasto dello stesso telecomando e tutto cambia di nuovo. Alice vede una famiglia ispanica e anch'essi la salutano dicendogli di essere la loro figlia. Lei diventa un brutto mostro e quando tutto torna alla normalità, i veri genitori non riconoscendola tentano di ucciderla, prima che l'intervento dell'inventore del telecomando universale non la trasformi in un coniglio, salvandola dalla morte.

### La radio
Un uomo compra una radio parlante che gli dice sempre cosa fare. Un giorno, l'uomo vuole scappare dal suo appartamento con una donna che gli piace che vive nello stesso edificio. La radio gli dice di ucciderla perché è un'assassina. Lui non la ascolta e viene colpito da un colpo di pistola dalla ragazza e lei viene colpita da un colpo di fucile da un altro uomo che ha la stessa radio.

### Rachel, la prostituta
Rachel uccide ogni uomo che voglia perdere la verginità. Una notte, un ragazzo la chiama e lei lo uccide. Questo ragazzo però è un vampiro immortale, che, tutt'altro che morto, si vendica e la inchioda al muro con altre vittime per nutrirsi del suo sangue.

### La moglie del professore
Un professore chiama i suoi alunni per presentargli la moglie giovanissima. La donna sembra un robot e quando il professore esce di casa, loro la smontano. Scoprono di avere ucciso una vera persona con una tragica malattia. I ragazzi nascondono varie parti del corpo in dei cassetti e scappano.

### Il cane ricercato
Un dottore cinico e menefreghista non vuole aiutare un barbone che gli chiede qualche spicciolo o qualcosa da mangiare, dopo aver comprato un panino ad un chiosco però gli cade a terra, e solo allora si decide a dare l'hot dog al senzatetto che però dopo averlo addentato muore, perché il panino gli va di traverso. Il fantasma di questo senzatetto comincia a perseguitare il dottore fino ad ucciderlo. Nell'episodio finale ricompaiono il vampiro, ad una festa a cui va il dottore, il professore, che ripara la moglie e riesce a sposarla, ed infine Alice, in versione coniglio, assieme alla sua famiglia umana.